# L'Abergement
L'Abergement är en ort och kommun i distriktet Jura-Nord vaudois i kantonen Vaud, Schweiz. Kommunen har 268 invånare (2023).